# صد سال به این سال‌ها (شرلوک)
 صدسال به این سال‌ها  که همچنین به عنوان  تبریک  هم شناخته میشود یک اپیزود کریسمس ویژه از فصل سوم مجموعه تلویزیونی بریتانیایی شرلوک است که مقدمه ای برای فصل سوم ارائه می دهد. این قسمت در BBC iPlayer ، سرویس BBC Red Button و همچنین در کانال یوتیوب بی بی سی پخش شد ، .